# San Facundo (Orense)
San Facundo (llamada oficialmente San Fagundo) es una parroquia y un lugar del municipio español de San Cristóbal de Cea, en la provincia de Orense, Galicia.

## Toponimia
La parroquia también es conocida por el nombre de San Facundo.

## Organización territorial
La parroquia está formada por tres entidades de población:
- Ariz
- Fontaíñas (As Fontaíñas)
- San Facundo	(San Fagundo)

## Demografía

### Parroquia
| Gráfica de evolución demográfica de San Facundo (parroquia) entre 2000 y 2023 |
|                                                                               |
| Datos según el nomenclátor publicado por el INE.                              |

### Lugar
| Gráfica de evolución demográfica de San Facundo (lugar) entre 2000 y 2023 |
|                                                                           |
| Datos según el nomenclátor publicado por el INE.                          |